# 南郷村 (福島県)
南郷村（なんごうむら）は、福島県南会津郡にあった村である。
2006年3月20日、南会津郡田島町・舘岩村・伊南村と合併し、南会津町となったため消滅した。

## 地理
南郷村の西南には大博多山が、南から東にかけて会津高原があり、南隣の伊南村から流れる伊南川は、南郷村内を北進し、北西の只見町に向かって流れる。北西方面でやや地形が開ける。南郷村は、伊南川の河岸段丘に集落が点在し、伊南川とその支流である鹿水川、小屋川にそった道路網で隣接町村と接続される。
古くからの曲り家や直屋の農家住宅が多く残り、屋号のついた蔵、エンジュや桐の植栽の景観が特徴的である。積雪地のため、雪囲いや融雪池の景観も見られる。
- 山 ：大博多山
- 河川：伊南川 - 鹿水川

### 隣接していた自治体
- 南会津郡
  - 田島町
  - 伊南村
  - 只見町
- 大沼郡
  - 昭和村

## 歴史

### 年表
- 1955年（昭和30年）7月20日 - 大宮村、富田村が合併し、南郷村が発足。
- 1968年（昭和43年）5月1日 - 旧富田村域、大字和泉田の一部が只見町へ編入。
- 1970年（昭和45年）4月1日 - 国道289号が制定。
- 1981年（昭和56年） - 国道401号が制定。
- 2006年（平成18年）3月20日 - 田島町、舘岩村、伊南村と合併し、南会津町が発足。

### 行政区域変遷
- 変遷の年表

| 南郷村村域の変遷（年表） | 南郷村村域の変遷（年表） | 南郷村村域の変遷（年表） |
| 年                       | 月日                     | 旧南郷村村域に関連する行政区域変遷 |
| ------------------------ | ------------------------ | --- |
| 1889年（明治22年）       | 4月1日                   | 町村制施行により、以下の村が発足。 - 大宮村 ← 木伏村・水根沢村・山口村・入小屋村・大新田村・大橋村・鴇巣村・宮床村 - 富田村 ← 片貝村・和泉田村・界村・下山村 |
| 1955年（昭和30年）       | 7月20日                  | 大宮村・富田村が合併し南郷村が発足。 |
| 1968年（昭和43年）       | 5月1日                   | 南郷村の一部（和泉田の一部）は只見町に編入。 |
| 2006年（平成18年）       | 3月20日                  | 南郷村は田島町・舘岩村・伊南村とともに合併し南会津町が発足。南郷村は消滅。                                                                                   |

- 変遷表

| 南郷村村域の変遷表（※細かい境界の変遷は省略） | 南郷村村域の変遷表（※細かい境界の変遷は省略） | 南郷村村域の変遷表（※細かい境界の変遷は省略） | 南郷村村域の変遷表（※細かい境界の変遷は省略） | 南郷村村域の変遷表（※細かい境界の変遷は省略） | 南郷村村域の変遷表（※細かい境界の変遷は省略） | 南郷村村域の変遷表（※細かい境界の変遷は省略） | 南郷村村域の変遷表（※細かい境界の変遷は省略） |
| 1868年 以前                                   | 1868年 以前                                   | 明治元年 - 明治22年                           | 明治22年 4月1日                               | 明治22年 - 昭和64年                           | 平成元年 - 現在                               | 現在                                          |                                               |
| --------------------------------------------- | --------------------------------------------- | --------------------------------------------- | --------------------------------------------- | --------------------------------------------- | --------------------------------------------- | --------------------------------------------- | --------------------------------------------- |
|                                               | 木伏村                                        | 木伏村                                        | 大宮村                                        | 昭和30年7月20日 南郷村                        | 平成18年3月20日 南会津町                      | 南会津町                                      |                                               |
|                                               | 水根沢村                                      |                                               | 大宮村                                        | 昭和30年7月20日 南郷村                        | 平成18年3月20日 南会津町                      | 南会津町                                      |                                               |
|                                               | 山口村                                        | 明治10年 山口村                               | 大宮村                                        | 昭和30年7月20日 南郷村                        | 平成18年3月20日 南会津町                      | 南会津町                                      |                                               |
|                                               | 中小屋村                                      | 明治10年 山口村                               | 大宮村                                        | 昭和30年7月20日 南郷村                        | 平成18年3月20日 南会津町                      | 南会津町                                      |                                               |
|                                               | 入小屋村                                      |                                               | 大宮村                                        | 昭和30年7月20日 南郷村                        | 平成18年3月20日 南会津町                      | 南会津町                                      |                                               |
|                                               | 大新田村                                      |                                               | 大宮村                                        | 昭和30年7月20日 南郷村                        | 平成18年3月20日 南会津町                      | 南会津町                                      |                                               |
|                                               | 大橋村                                        |                                               | 大宮村                                        | 昭和30年7月20日 南郷村                        | 平成18年3月20日 南会津町                      | 南会津町                                      |                                               |
|                                               | 鴇巣村                                        |                                               | 大宮村                                        | 昭和30年7月20日 南郷村                        | 平成18年3月20日 南会津町                      | 南会津町                                      |                                               |
|                                               | 宮床村                                        |                                               | 大宮村                                        | 昭和30年7月20日 南郷村                        | 平成18年3月20日 南会津町                      | 南会津町                                      |                                               |
|                                               | 片貝村                                        | 明治8年 片貝村                                | 富田村                                        | 昭和30年7月20日 南郷村                        | 平成18年3月20日 南会津町                      | 南会津町                                      |                                               |
|                                               | 富山村                                        | 明治8年 片貝村                                | 富田村                                        | 昭和30年7月20日 南郷村                        | 平成18年3月20日 南会津町                      | 南会津町                                      |                                               |
|                                               | 和泉田村                                      | 明治10年 和泉田村                             | 富田村                                        | 昭和30年7月20日 南郷村                        | 平成18年3月20日 南会津町                      | 南会津町                                      |                                               |
|                                               | 小野島村                                      | 明治10年 和泉田村                             | 富田村                                        | 昭和30年7月20日 南郷村                        | 平成18年3月20日 南会津町                      | 南会津町                                      |                                               |
|                                               | 界村                                          |                                               | 富田村                                        | 昭和30年7月20日 南郷村                        | 平成18年3月20日 南会津町                      | 南会津町                                      |                                               |
|                                               | 下山村                                        |                                               | 富田村                                        | 昭和30年7月20日 南郷村                        | 平成18年3月20日 南会津町                      | 南会津町                                      |                                               |

## 行政
役場庁舎は営林署およびバスターミナルの跡地に1967年（昭和42年）に建設された。翌1968年には隣接して南郷開発総合センター（豪雪開発総合センター）が開設され、1階には県の南郷合同庁舎が、2・3階には村の総合センターとして公民館や図書館などの機能が入った。

## 姉妹都市・提携都市

### 国内
- さいたま市（埼玉県）
国土庁の「山村と都市協同の山村振興モデル事業」を契機として1975年11月4日、浦和市（当時）と姉妹都市提携[6]。南郷村からの申し入れがあった際、浦和市側では交通アクセスの面などから難色を示す意見もあったが、市幹部が断るために来村した際に、地図上では気づかなかった豊かな自然風景に魅了され、市民からも「第二のふるさと」を求める声が多かったことから提携に至ったとされる[6]。
1977年（昭和52年）には浦和市立南郷ふるさとの家（旧和泉田小学校校舎を活用[7]）、1978年（昭和53年）7月には浦和市立南郷キャンプ場がオープンした[8]。1988年（昭和63年）には通年利用できる浦和市立「ホテル南郷」がオープンした[8]。
浦和市民からは、市民が来村した際に使う「黄色な自転車」200台が寄贈された[7]。

## 経済
「南郷トマト」の産地であり、村内の栽培農家は100戸を超えるほか、選果場も所在。
マルメロも特産品。ヒメサユリの栽培も行われていた。日本酒の花泉酒造もある。

## 施設
- 南郷村体育館
1980年（昭和55年）6月オープン[7]。1階を駐車場としたことで冬季の利用を可能とした[7]。

## 教育
- 福島県立南会津高等学校
- 南郷中学校 - 1978年（昭和53年）、大宮中学校と富田中学校の統合により創立[10]。
- 南郷第一小学校
- 南郷第二小学校

## 交通
村内に国道289号が通り、北西の只見町と、村役場付近から小屋川を遡り駒止トンネルを経て南東の田島町を接続する。また国道401号は南の伊南村、鹿水川を遡り新鳥居峠を越えて北東の昭和村に接続する。
一般国道
- 国道289号
- 国道401号

一般県道
- 福島県道351号大倉大橋浜野線

村内に会津乗合自動車の山口営業所があり、村内や近隣町村へのバスを運行している。
なお村内に鉄道路線はなく、只見駅（只見線、只見町、村役場から約30km）や会津田島駅（会津鉄道会津線、田島町、同約25km）まで出る必要がある。

## 名所・旧跡・観光スポット
- 会津高原南郷スキー場
- さかい温泉 さゆり荘
- きらら289
- 片貝温泉
浦和市が行った掘削により1994年（平成6年）1月、地下1,500 mにて62 ℃の温泉湧出に成功[11]。浦和市立ホテル南郷に引いて利用しており[11]、温泉棟は1997年（平成9年）11月に開設された[12]。
- 宮床温泉
個人の自費掘削により1991年（平成3年）5月、地下600 m、45.6℃の温泉湧出に成功[11]。
- 奥会津南郷民俗館
昭和50年年代に開館し、南郷村歴史民俗資料館と、中門造りの住宅である斎藤家住宅、および山内家住宅からなる[5]。斎藤家住宅および山内家住宅は、江戸時代ごろの建物を東北工業大学の草野和夫教授の設計のもと移築復元したものである[5]。
- 高清水自然公園（水源の森百選）
- 宮床湿原[13]
5月にはミズバショウ、6月にはニッコウキスゲ、7〜8月にはハッチョウトンボが見られる[14]。
- 伊南川のアユ釣り[13]

## 文化
- 鴇巣早乙女踊り（1月）
県の重要無形民俗文化財[15]。
- 南郷刺し子
堰普請や道普請、家の新築などで着る祝着[16][17]。